# Cotes (Algemesí)
Cotes era un antic poblat o alqueria d'origen musulmà ubicat en l'actual terme municipal d'Algemesí, al País Valencià. D'aquest assentament només en queda un fragment d'un mur prop del polígon industrial amb el mateix nom.
No ha de confondre's amb l'actual municipi de Cotes, situat també en la mateixa comarca, La Ribera Alta.

## Història
Les primeres referències sobre Cotes provenen dels temps de Jaume I al Llibre del Repartiment. En el segle xv, l'alqueria va pertànyer al comte de Cocentaina. Segons està testificat, va arribar a tindre unes 300 cases i fins i tot un castell. No obstant això, era propens a patir inundacions i epidèmies, per la qual cosa es va abandonar a poc a poc fins aproximadament el segle XVII. Avuí, l'únic vestigi que queda d'aquesta alqueria és un fragment d'un mur de, suposadament, una antiga casa, situat entre el polígon industrial de Cotes i el cementiri nou d'Algemesí. Els seus territoris van ser incorporats a aquesta ciutat al segle XIX. D'altra banda, no és l'única alqueria abandonada que va haver-hi en el terme, també van existir unes altres com Pardines, Segrenya, Fàtima, Xètxena, Fentina, etc., topònims que actualment es conserven com a noms de partides i terrenys de camps a Algemesí.